# كورينتوسو (بحيرة)
بحيرة كورينتوسو (بالأسبانية Lago Correntoso) بحيرة تقع داخل حديقة ناويل وابي الوطنية مدينة فيلا لا أنغوستورا في مقاطعة لوس لاغوس في مقاطعة نيوكوين في الأرجنتين.
يمكن الدخول إليها عن طريق مدخل من الطريق الوطني رقم 40، وتقع بجانب تل بلفيدير مع تلال أخرى.
تتدفق إليها المياه من بحيرة إسبيخو، عبر نهر روكا مالين، وتجري مياهها إلى بحيرة ناويلوابي عبر نهر كورينتوسو.
تتميز بالجذب السياحي، وتقع على شطآنها الكثير من الفنادق.